# ¡All-Time Quarterback! (album)
¡All-Time Quarterback! è il terzo e ultimo album da solista di Ben Gibbard.
È una raccolta di tracce da due EP ora fuori produzione: collection ¡All-Time Quarterback! e The Envelope Sessions. Rispetto a questi però l'album ¡All-Time Quarterback! esclude le tracce "Don't Touch the Tape", "Lullaby, Lullaby", "Dig It!" e "Stark Mobile,". Include però l'inedita "Dinner At Eight in the Suburbs".

## Tracce
1. Plans Get Complex – 2:43
2. Dinner at Eight in the Suburbs – 2:11
3. Cleveland – 2:20
4. Empire State – 1:38
5. Rules Broken – 3:19
6. Untitled – 3:11
7. Factory Direct – 2:03
8. Why I Cry – 3:29
9. Underwater – 1:48
10. Sock Hop – 1:18
11. Send Packing – 4:20